# Course à l'élimination
La course à l'élimination est une épreuve de cyclisme sur piste disputée individuellement dans laquelle le dernier coureur de chaque sprint intermédiaire est éliminé. Elle est appelée course à l'australienne dans les pays de langues romanes (tels que l'Espagne, l'Italie, le Portugal ou les pays d'Amérique latine). Le principe de l’élimination progressive des concurrents peut aussi s'appliquer à d’autres jeux, compétitions et activités sportives avec des manches successives, au cours desquelles le participant ou l’équipe arrivé en dernier est éliminé (par exemple, à certaines épreuves de Jeux Sans Frontières, organisés en Europe dans les années 1970-1980).

## Histoire
La course à élimination a été pendant de nombreuses années presque exclusivement pratiquée lors des courses des Six jours. La discipline est inventée en France en janvier 1904 pour supprimer les surplaces. La première course à l'élimination a lieu au sein du premier vélodrome d'hiver de Paris, à la Galerie des Machines. Surnommée, « La course de la mort », elle est alors réservée aux sprinteurs. 
Aux championnats du monde 1990 à Maebashi au Japon, elle est courue en démonstration. Sans titre officiel, c'est l'Allemand Stefan Steinweg qui l'emporte. En 2011, toutefois, elle apparaît comme l'une des épreuves de l'omnium au programme des championnats du monde de cyclisme sur piste et sous cette forme à partir de 2012 au programme des Jeux olympiques. En 2015, à l'occasion des championnats d'Europe, elle est disputée comme épreuve à part entière et octroie un titre européen. À partir de 2021, la discipline attribue un titre de champion du monde lors des mondiaux.

## Règlement
Les coureurs s'élancent en groupe compact lors d'un premier tour neutre parcouru à allure modérée.
- Un sprint est disputé tous les trois tours pour les pistes de moins de 200 mètres, tous les deux tours pour les pistes mesurant entre 200 mètres et 333,33 mètres et chaque tour sur les pistes de 333,33 mètres ou plus.
- Après chaque sprint le dernier coureur, selon la position de la roue arrière sur la ligne d’arrivée, est éliminé.
- La décision concernant les coureurs devant être éliminés est prise par des commissaires avant que les coureurs ne passent la ligne opposée après le sprint éliminatoire. Si aucune décision ne peut être prise dans ce délai, aucun coureur n'est éliminé avant le prochain sprint.
- Un coureur éliminé doit quitter la piste immédiatement.
- Les deux derniers coureurs restant en course disputent le sprint final. Le premier à franchir la ligne d’arrivée remporte la course. Les coureurs sont classés en ordre inverse selon le moment de leur élimination[2].

## Variante
Le « Win and Out » (littéralement gagner et sortir) utilise également ce système de course à élimination. Cependant, plutôt que cela soit le dernier coureur à franchir la ligne qui soit éliminé, c'est le premier coureur qui se retire de la course. En effet, dans cette variante, le premier coureur obtient la première place, puis au tour suivant, le vainqueur obtient la deuxième place et ainsi de suite.